# Criniger chloronotus
El bulbul dorsiverde (Criniger chloronotus) es una especie de ave paseriforme de la familia Pycnonotidae propia de África central.

## Taxonomía
El bulbul dorsiverde fue descrito científicamente por el ornitólogo estadounidense John Cassin en 1859, como Trichophorus chloronotus. Posteriormente fue considerado una subespecie del bulbul barbado.

## Distribución
Se encuentra en dos regiones disjuntas, una desde el extremo suroriental de Nigeria, Camerún y la República Centroafricana al extremo noroccidental de Angola, y la otra en el noreste de la República Democrática del Congo.